# Lispocephala quasipallida
Lispocephala quasipallida är en tvåvingeart som beskrevs av Hardy 1981. Lispocephala quasipallida ingår i släktet Lispocephala och familjen husflugor. Inga underarter finns listade i Catalogue of Life.